# IR (기업활동)
IR(Investor Relations)은 투자자들을 대상으로 기업 설명 및 홍보 활동을 하여 투자 유치를 원활하게 하는 활동을 의미한다. 주주총회, 투자유치, 보도자료 배포, 기자간담회 등이 IR의 대표적인 활동이다. IR은 일반적으로 CFO의 직속부서에서 담당한다.
IR을 직역하면 '투자자관계'가 되겠지만 이것은 사용되지 않는 단어이며, '기업설명활동'이라는 말로 번역되는 것이 보통이다. 일반적으로는 IR이라는 단어를 그냥 쓴다.
일반 투자자들을 상대하는 IR 담당자를 '주식담당'으로 부른다. '주식담당'은 상장기업의 기업 정보란에 표기되는 공식 명칭이다. 투자업계에서는 이를 줄여 '주담'이라고 말하는 경우가 많다.

## 참조문헌
- The New Investor Relations: Expert Perspectives on the State of the Art, Bloomberg Press, 2004, ISBN 1-57660-135-8.

## 같이 보기
- PR (마케팅)